# Argyrolobium megarrhizum
Argyrolobium megarrhizum är en ärtväxtart som beskrevs av Harry Bolus. Argyrolobium megarrhizum ingår i släktet Argyrolobium och familjen ärtväxter. Inga underarter finns listade i Catalogue of Life.